# José Barranco Borch
José Barranco Borch (Màlaga, 22 d'octubre de 1876 - 20 de març de 1919) fou un músic espanyol.
Als set anys ingressà en el Conservatori de María Cristina, de la seva ciutat natal, com alumne de Ricardo Pascual, fent tota la seva carrera amb premis extraordinaris. Perfeccionà els seus estudis musicals a Madrid en el Reial Conservatori sota la direcció del mestre Tragó, del que en fou un dels alumnes preferits. El 1894 aconseguí el primer premi d'ensenyança de piano en els exercicis públics d'oposició, retornant a Màlaga per prendre part en les oposicions a la càtedra de piano, vacant per la mort del seu mestre Pascual, càrrec que aconseguí i que desenvolupà la seva prematura mort. El 3 de setembre de 1917 fou elegit director del Conservatori malagueny.
El mèrit artístic de Barranco Borch, a banda de les seves sorprenents facultats d'executant, era el d'ésser un professor exemplar. Es pot dir que a Màlaga els seus dots pedagògics crearen un discipulat exemplar. El seu entusiasme per l'art musical el portà a donar vida a la Societat Filharmònica, que portava una esllanguida existència, fent d'ella en pocs temps el centre musical més important d'Andalusia, prioritat que va sostenir fins a la seva mort.
Per honorar la memòria de Barranco, es creà per subscripció popular una fundació que porta el seu nom, per a premiar anualment, i cada cinc anys amb premi extraordinari de 2.000 pessetes, mitjançant oposició, a alumnes andalusos i del Nord d'Àfrica.